# 2008年大阪府知事選挙
2008年大阪府知事選挙（2008ねんおおさかふちじせんきょ）は、2008年（平成20年）1月27日に投開票された、第52代大阪府知事を選出する選挙。弁護士でタレントの橋下徹が当選した。

## 概要
前職・太田房江の任期満了に伴う選挙である。太田は3選出馬に意欲を示しており、当初は自民・公明・民主の相乗りでの3選擁立の動きがあった。しかし、2007年11月ごろから自身の事務所費や高額講演料など「政治とカネ」の問題などがクローズアップされたことを受け、各政党が太田の擁立・推薦を見送る動きを見せたため、太田は12月3日に3選出馬を断念することを正式に表明した。
太田の不出馬表明を受け、自民・公明両党は当初民主党が擁立する候補への後乗りも含めてオール与党体制を維持する意向であったが、結局はそれぞれ別々の候補を擁立することとなった。共産党は当初から独自候補擁立の方針であった。なお、自民・公明両党は橋下へ党本部からの推薦を出す予定であったが、橋下のタレント活動での言動が考慮されたことなどから最終的に府連レベルでの支援に留まった。
1979年以来続いてきた共産対非共産という対戦構図がなくなり、国政政党の第一与党候補と第一野党候補の与野党対決の様相を見せた。国政政党の第一与党候補と第一野党候補が立候補するのは大阪府知事選挙では1975年以来33年ぶり。先の大阪市長選挙（2007年11月18日）では、民主など推薦の平松邦夫（新人）が自公推薦の関淳一（現職）を破っており、両陣営にとってこの府知事選は「衆院選の前哨戦」として重要な意味を持つ選挙となった。また、2010年に橋下を中心に大阪維新の会を結党して以来、2011年の大阪W選挙（大阪市長選挙・大阪府知事選挙）以降において「維新」対「非維新（自共共闘）」の構図ができるきっかけとなった（首長選挙では住民に配慮し無所属で立候補し、有力な政党が公認することが珍しくなった近年において大阪維新の会の公認候補が当選する例となっている）。
投票の結果、知名度で圧倒的な優位性を持つ橋下が50%を超える得票率で制した（全国47都道府県知事の中で最年少となった）。

## 選挙データ
- 2008年2月5日任期満了
- 2008年1月10日告示

### 投票日
- 2008年1月27日
  - 当日の投票時間帯：午前7時～午後8時
  - 期日前投票：2008年1月11日 - 2008年1月26日
  - 開票：当日午後8時50分より

### 同日選挙
- 大阪府議会議員枚方市選挙区補欠選挙（初田豊三郎議員辞職に伴う補欠選挙、1月18日告示）
- 泉佐野市長選挙（任期満了に伴う選挙、1月20日告示）
- 泉佐野市議会議員補欠選挙（1月20日告示）
- 太子町議会議員補欠選挙（1月22日告示）
- 熊取町長選挙（上垣正純町長の辞職に伴う選挙、1月22日告示）
- 熊取町議会議員補欠選挙（1月22日告示）

## 立候補者
| 立候補者名 | 公認・推薦・支持政党名                       | 肩書・備考                 |
| ---------- | -------------------------------------------- | -------------------------- |
| 梅田章二   | 日本共産党推薦・新社会党支持                 | 弁護士                     |
| 橋下徹     | 自由民主党大阪府連推薦・公明党大阪府本部支持 | 弁護士・タレント           |
| 熊谷貞俊   | 民主党・社会民主党・国民新党推薦             | 元大阪大学大学院教授       |
| 杉浦清一   | 無所属                                       | 保護司                     |
| 高橋正明   | 無所属                                       | 元中学校教諭・町会自治会長 |

- 政党の推薦は、特筆しない限り党本部が行っている。
- 全員新人候補で無所属。
- 在阪テレビ局・新聞をはじめとするマスメディアでは、梅田・橋下・熊谷の3名を「主要候補」とし、杉浦・高橋は泡沫候補として扱った。

### 立候補を断念した人物
- 羽柴秀吉 - 会社社長
  - 家族や支持者に「（前年市長選に立候補した）夕張市を見捨てるのか」と引き留められたため、断念[1]。

## 投票結果
大阪府選挙管理委員会確定。
投票率は48.95%で、前回を上回った（前回比+8.46ポイント）。
|      | 順位 | 候補者名 | 得票数    | 得票率 | 惜敗率 | 供託金 |
| ---- | ---- | -------- | --------- | ------ | ------ | ------ |
| 当選 | 1    | 橋下徹   | 1,832,857 | 54.02% | ----   | ○      |
|      | 2    | 熊谷貞俊 | 999,082   | 29.45% | 54.51% | ○      |
|      | 3    | 梅田章二 | 518,563   | 15.28% | 28.29% | ○      |
|      | 4    | 高橋正明 | 22,154    | 0.65%  | 1.21%  | ×      |
|      | 5    | 杉浦清一 | 20,161    | 0.59%  | 1.10%  | ×      |

- 有効投票総数 - 3,392,817票
- 無効票 - 30,934票

供託金欄の○は全額返還、×は全額没収（有効投票総数の10%を下回った候補）、得票率・惜敗率は小数第3位を四捨五入。

### 有権者の投票行動
以下は、報道各社の出口調査を元にしたもの。
- 自民支持層は、78%が橋下に、14%が熊谷に投票した。
- 民主支持層は、64%が熊谷に、24%が橋下に投票した。
- 無党派層は、51%が橋下に、31%が熊谷に投票した。
- 前回選挙で太田に投票した人の61%が橋下に、30%が熊谷に投票した。また、同選挙で江本孟紀に投票した人の55%が橋下に、36%が熊谷に投票した。
- 年代別（10年区分）投票率でも、全年代で橋下が熊谷を上回った。

## 選挙の論点
- 府債5兆円の財政の再建
- 大阪に本社を置く企業の本社機能が東京移転していることに起因する、大阪経済の地盤沈下への対策
- 公立小中学校の学力向上

## 選挙戦に対する評価
- 大川豊は、橋下の選挙運動の様子を見た感想として「自分から握手に行かない」と指摘、「草の根的にやっていた」と評価する第17回宮崎県知事選挙における東国原英夫の選挙戦と「全然違う」、「組織に乗っかっちゃダメだ」と評した。また演説の内容について、「大阪への愛情ばかりで、政策を語ることがない」と指摘した[3]。

## タイムライン
- 2007年9月14日 - 梅田章二が立候補表明
- 2007年12月3日 -　太田房江知事が不出馬を表明。
- 2007年12月12日 - 橋下徹が立候補表明
- 2007年12月14日 - 熊谷貞俊が立候補表明
- 2008年1月10日 - 告示。
- 2008年1月27日 - 投票及び開票
- 2008年1月28日 - 選挙会